# Ясеново (Азот)
Вижте пояснителната страница за други значения на Ясеново.
Ясеново (на македонска литературна норма: Јасеново) е бивше село в Северна Македония, в източните части на областта Азот.

## География
Селото е разположено в северните склонове на планината Бабуна, на два километра на изток от пътя Прилеп - Велес, южно от Владиловци.

## История
В „Етнография на вилаетите Адрианопол, Монастир и Салоника“, издадена в Константинопол в 1878 година и отразяваща статистиката на населението от 1873 година, Ясеново (Yassenovo) е посочено като село с 6 домакинства с 25 жители българи.
Според статистиката на Васил Кънчов („Македония. Етнография и статистика“) в края на XIX век Ясеново има 110 жители българи християни. Жителите му в началото на века са под върховенството на Българската екзархия - според статистиката на секретаря на Екзархията Димитър Мишев („La Macédoine et sa Population Chrétienne“) в 1905 година в Ясеново (Yassenovo) живеят 88 българи екзархисти.
След Междусъюзническата война в 1913 година селото попада в Сърбия.
На етническата си карта от 1927 година Леонард Шулце Йена показва Ясеново (Jasenovo) като изоставено село.

## Личности
Родени в Ясеново
- Никола Ясеновец, български революционер, участник в Охридското съзаклятие от 1880 – 1881 г., умрял преди 1918 г.[5]